# 상무동
상무동(尙武洞)은 광주광역시 서구의 동명이다. 법정동으로는 쌍촌동(雙村洞)이다. 행정동으로 상무1동·상무2동으로 나뉜다. 행정동명은 상무대에서 따왔으며, 일부 지역은 상무지구로 개발되었다.

## 주요 시설

### 아파트
| 단지명                | 건설사              | 시행사                      | 주소                     | 입주        | 비고                             |
| --------------------- | ------------------- | --------------------------- | ------------------------ | ----------- | -------------------------------- |
| 상무 3차 호반리젠시빌 | 호반건설산업㈜      | 리젠시빌㈜                  | 서구 상일로 53           | 2002년 5월  |                                  |
| 상무 우미아트빌       | 우미건설            | 우미건설                    | 서구 상무민주로 120      | 2002년 12월 |                                  |
| 상무 모아제일         | 모아건설 제일건설㈜ | 모아건설 제일건설㈜         | 서구 상일로 37           | 1998년 3월  |                                  |
| 상무 중흥S-클래스     | 중흥건설산업㈜      | 중흥건설산업㈜              | 서구 상무민주로 104      | 2005년 12월 |                                  |
| 상무 한국아델리움     | 한국건설㈜          | 쌍촌동 지역주택조합         | 서구 내방로241번길 10    | 2019년 5월  |                                  |
| 광천 모아엘가         | 혜림건설㈜          | 광천모아엘가 지역주택조합   | 서구 칠성로 89           | 2021년 8월  |                                  |
| 쌍촌 일신             | 일신건설㈜          | 일신건설㈜                  | 서구 월드컵4강로 137     | 1998년 1월  |                                  |
| 상무 센트럴자이       | ㈜지에스건설        | ㈜하나자산신탁 ㈜에스시아이 | 서구 상무민주로32번길 10 | 2025년 4월  | 호남대학교 (구)쌍촌캠퍼스 재개발 |

### 교육
- 서광초등학교
- 유촌초등학교
- 광주상무초등학교
- 금호초등학교
- 광주동명중학교(舊 광주동명여자중학교) - 양궁부가 유명하다.
- 상일중학교
- 치평중학교
- 상무중학교
- 광주효광중학교
- 상무고등학교
- 상일여자고등학교

### 언론
- 광주원음방송